# Gino Severini
Gino Severini (Cortona, 7 april 1883 - Meudon, 26 februari 1966) was een Italiaans kunstcriticus en futuristisch-kubistisch schilder en beeldhouwer.

## Levensloop
Gino Severini ondertekende in 1910 met Umberto Boccioni, Carlo Carrà, Luigi Russolo en Giacomo Balla het Manifesto dei pittori futuristi (het futuristisch schildersmanifest). Hij publiceerde van oktober 1917 tot en met augustus 1918 een reeks artikelen getiteld La Peinture d'avant-garde in het tijdschrift De Stijl.
De kunsttheoreticus en hoofdredacteur van dit tijdschrift Theo van Doesburg noemde de stijl van Severini psychisch kubisme. Hij schrijft: ‘Het psychische Kubisme is de uitbloei van het physische [sic]. In het physische Kubisme is de objectieve realiteitsindruk min of meer behouden, doch in het psychische is alleen de psychische indruk van de uiterlijke realiteit door de samenstelling van lijn- en kleurvormen gegeven.’ Met andere woorden zijn stijl komt eerder voort uit zijn geest (de psyche), dan uit de materie (het fysische), waarmee deze veel abstracter is dan die van veel van zijn collega's. Hij zal echter nooit helemaal abstract schilderen, zoals Van Doesburg en Mondriaan dat deden. Sterker nog, in de jaren twintig maakte hij een serie zeer herkenbare litho's voor het Bauhaus in Weimar
De schrijver Guillaume Apollinaire rekende zijn werk echter tot de Cubistes Instinctifs (de instinctieve kubisten), terwijl Severini zelf zijn werk liever rekende tot de Cubistes Scientifiques (de wetenschappelijke kubisten) als Derain, Picasso en Braque. Maar, geeft hij toe, ‘al nader ik mijn doel langs andere wegen dan Picasso en Braque’.

## Werk in openbare collecties (selectie)
- Kröller-Müller Museum, Otterlo
- Museum Boijmans Van Beuningen, Rotterdam[3]
- Stedelijk Museum Amsterdam
- Museum de Fundatie, Zwolle
- Kunstmuseum, ‘s-Gravenhage

## Werk

### Publicaties
- 'La peinture d’avant-garde', De Stijl, 1e jaargang, nummer 2 (december 1917): p. 18-20. Zie Digital Dada Library.
- 'La peinture d’avant-garde. II', De Stijl, 1e jaargang, nummer 3 (januari 1918): p. 27-28. Zie Digital Dada Library.
- 'La peinture d’avant-garde. IV', De Stijl, 1e jaargang, nummer 4 (februari 1918): p. 45-47. Zie Digital Dada Library.
- 'La peinture d’avant-garde. V', De Stijl, 1e jaargang, nummer 5 (maart 1918): p. 59-60. Zie Digital Dada Library.
- 'La peinture d’avant-garde (suite)', De Stijl, 1e jaargang, nummer 8 (juni 1918): p. 94-95. Zie Digital Dada Library.
- 'La Peinture d'avant-garde. (fin)', De Stijl, 1e jaargang, nummer 10 (augustus 1918): p. 118-121. Zie Digital Dada Library.
- 'Eenige denkbeelden over Futurisme en Cubisme', De Stijl, 2e jaargang, nr. 3 (januari 1919): p. 25-27. Zie Digital Dada Library.
- Gino Severini (1921). Du cubisme au classicisme. Paris: Povolozky.
- Gino Severini (1995). The life of a painter. The autobiography of Gino Severini. Princeton, New Jersey: Princeton University Press (ISBN 0691044198).

### Schilderijen
- Bois de Boulogne. 1907. Olieverf op doek. 38 × 36 cm. Privéverzameling. Zie externe link.
- La danse du pan-pan au "Monico". 1909-1959. Olieverf op doek. 280 × 400 cm. Parijs, Centre Pompidou.
- De boulevard. 1910-1911. Olieverf op doek. 63,5 × 91,5 cm. Londen, Estorick collectie. Zie Estorick Collection of Modern Italian Art.
- Herinneringen aan een reis. 1910-1911. Olieverf op doek. 81,2 × 99,8 cm. Privéverzameling.
- De hoedenmaakster. 1910-1911. Olieverf op doek. 64,4 × 48,0 cm. Privéverzameling.
- Gele danseressen. 1911. Olieverf op doek. 45,7 × 61,0 cm. Harvard, Fogg Art Museum.
- De obsessieve danseressen. 1911. Olieverf op doek (?). 71 × 53 cm. Privéverzameling.
- De zwarte kat. 1911. Olieverf op doek. 54,0 × 72,5 cm. Privéverzameling (?).
- Le Bal Tabarin. 1912. Olieverf op doek. 161,6 × 156,2. New York, Museum of Modern Art. Zie MoMA Provenance Research Project.
- De blauwe danseres. 1912. gouache op papier (bron : Den-Haag museum). Milaan, Mattioli Collectie.
- Dynamiek van een danseres. 1912. Olieverf op doek (?). Milaan, Jucker Collectie.
- Danseres in de Pigalle. 1912. Olieverf op doek (?). Baltimore, Museum of Art.
- Noord-Zuid. 1912. Olieverf op doek (?). Milaan, privécollectie.
- Futuristische danseres. 1912. Olieverf op doek (?). Milaan, Privéverzameling.
- Danseres in licht. 1912-1913. Olieverf, stucco en pailletjes op doek. 35 × 30 cm. Privéverzameling.
- Zelfportret. 1912-1960. Olieverf op doek. 55 × 46,3 cm. Parijs, Centre Pompidou.
- Plastische synthese van de idee: "Oorlog". 1914. Olieverf op doek. 97,8 × 73 cm. New York, Museum of Modern. Zie MoMA Provenance Research Project.
- Gepantserde trein in actie. 1915. Olieverf op doek. 115,8 × 88,5 cm. New York, Museum of Modern Art. Zie MoMA Provenance Research Project.
- Stilleven. 1917. Afgebeeld als Bijlage V in De Stijl, 1e jaargang, nummer 2 (december 1917). Zie Digital Dada Library.
- Portret van mijnheer Pautrot. 1908. Pastel op karton. 100×76 cm. Museo d'Arte Moderna e Contemporanea di Trento e Rovereto.
- De twee hansworsten. 1922. Olieverf op doek. 119,5 × 86,5 cm. Den Haag, Gemeentemuseum.  Zie Gemeentemuseum.

### Tekeningen
- Zelfportret met strohoed. 1912. Houtskool op papier. 54,7 × 44,8 cm. Chicago, Art Institute of Chicago.
- Stilleven met luciferdoosje. 1912. Houtskool, pastel en collage op papier. 49,7 × 62,2 cm. Chicago, Art Institute of Chicago.
- Portret van Mevrouw MS. 1912. Pastel op papier. 48 × 37 cm. Privéverzameling.
- De berendans. 1912. Pastel op papier. 53 × 38 cm. Privéverzameling.

### Collages
- Speelkaarten en fles. 1912. Collage op karton. 54,6 × 67 cm. Privéverzameling (?).
- Portret van Arthur Craven. 1912. Collage. 53,3 × 43,2 cm. Privéverzameling.

### Grafiek
- Familie van Harlekijnen. 1922. Lithografie. 57,8 × 46,4 cm. Parijs, Centre Pompidou. Afkomstig uit een portfolio van Bauhaus. Zie Collection Centre Pompidou[dode link].

### Beeldhouwwerken
- Danseuse, relevée sur pointe. 1962. Brons. 35 × 14 × 10,5 cm. Parijs, Centre Pompidou. Zie Collection Centre Pompidou[dode link].

## Monografieën
- Fonti, Daniela. Gino Severini. Catalogo ragionato. Milano: Arnaldo Mondadori Editore, 1988.
- Venturi, Lionello. Gino Severini. [Roma]: De Luca, [1961].

- Auckland Art Gallery Toi o Tāmaki: 320
- Art Gallery of South Australia: 10186
- Bibsys: 98009808
- Biblioteca Nacional de España: XX854618
- Bibliothèque nationale de France: cb12030597n (data)
- Catàleg d'autoritats de noms i títols de Catalunya: 981058615419406706
- CiNii: DA04545364
- Digitale Bibliotheek voor de Nederlandse Letteren: seve008
- Gemeinsame Normdatei: 118796798
- International Standard Name Identifier: 0000 0001 2133 450X
- Library of Congress Control Number: n79129023
- Nationale Bibliotheek van Letland: 000335065
- MusicBrainz: e805702f-5712-4bb3-8af5-d3742c019543
- National Gallery of Victoria: 3364
- Nationale Bibliotheek van Tsjechië: ola2002153929
- Nationale bibliotheek van Australië: 35747656
- Nationale Bibliotheek van Israël: 987007276391005171
- Nationale Bibliotheek van Polen: a0000001235375
- Nationale en Universitaire bibliotheek Zagreb: 000298823
- Nederlandse Thesaurus van Auteursnamen: 069907374
- Réseau des bibliothèques de Suisse occidentale: 02-A003824084
- RKD-Nederlands Instituut voor Kunstgeschiedenis: 72120
- Istituto Centrale per il Catalogo Unico: CFIV019337
- LIBRIS: 357202
- SIKART: 4026880
- SNAC: w6d223xb
- Système universitaire de documentation: 028478258
- Trove: 1069081
- Union List of Artist Names: 500009799
- Virtual International Authority File: 54163042
- WorldCat: E39PBJwRPxDMjThmc9CrrTkkXd